# Лашют

Муниципальный парк

Лашют (французское произношение: [laʃyt]) — город на юго-западе провинции Квебек в Канаде. Расположен в 62 км к северо-западу от Монреаля, на Ривьер-дю-Нор, притоке реки Оттава, и к западу от международного аэропорта Мирабель.
Расположен на автостраде 50, на стыке шоссе 148, шоссе 158 и второстепенных шоссе 327 и 329 Квебека.
Лашют является центром регионального муниципалитета округа Аржантей и обслуживается аэропортом Лашют . Его основные отрасли промышленности включают бумажные фабрики и пиломатериалы. Население — около 12000 человек (2020).

## История
Первоначально в 17 веке название «Ла Шют» (буквально «водопад») относилось к водопаду на Северной реке (Ривьер-дю-Нор), расположенному примерно в 24 км вверх по течению от слияния с рекой Оттава. В 1753 году Антуан Брюне стал первым франкоязычным поселенцем, временно поселившимся в Лашуте. В 1796 году Джедедия Лейн из Джерико, штат Вермонт, купил несколько тысяч акров земли по обе стороны реки Норт, где сегодня находится Лашют. В том же году Езекия Кларк и его семья, тоже из Джерико, поселились возле водопада на Северной реке, за ними последовали лоялисты, спасающиеся от американской революции. Двумя годами позже население посёлка Шют или Чут (его название, французского происхождения, было в тот период англизировано) состояло из пяти семей.
Деревня быстро росла; к 1803 г. по обоим берегам Северной реки поселилось 30 семей, а к 1810 г. в Лашюте насчитывалось 83 семьи, в том числе 211 детей школьного возраста. В 1804 году у водопада была построена мельница, а в 1813 году открылся первый универсальный магазин. Год спустя сэр Джон Джонсон купил большую часть земель сеньории Аржантёй. Он построил лесопилку и выделил землю для строительства церквей, что помогло привлечь в Аржантёй новых поселенцев. В 1825 году Томас Бэррон стал первым судьей, а затем и первым мэром Лашюта. Почтовое отделение в Лашюте было открыто в 1835 году.
С 1870 по 1880 год Лашют пережил ещё один период экономического и социального подъёма. Железная дорога, соединяющая Монреаль и Оттаву, была проложена через центр городка. Феликс Амлен и Томас Генри Эйерс основали шерстяную фабрику, а ирландец Джеймс Крокет Уилсон открыл бумажную фабрику.
В 1885 году Лашют, имея население около 1300 человек, получил статус города, и в том же году в нём была открыта средняя школа. В 1901 году в город подведено электричество.
В 1966 году Лашют и деревня Эйерсвилл объединились, образовав Сите-де-Лашют. В 1971 году во время строительства международного аэропорта Монреаль-Мирабель к Лашюту была добавлена часть прихода Сен-Жерузалем. В 1981 году Сите-де-Лашют вновь переименован в город Лашют. В 2000 г. около 10  км² территории города Мирабель были включены в состав Лашюта. В 2002 году Служба муниципальной полиции Лашюта была включена в состав полиции Квебека .
Выставка Expo Lachute Fair — старейшая ярмарка в Квебеке и вторая по возрасту во всей Канаде. Она функционирует с 1825 года по настоящее время. В 1917 году Сельскохозяйственное общество Аржантёя приобрело землю для постоянного проведения ярмарки Expo Lachute в Лашюте. В 1917 году было завершено строительство большого стенда и дороги, были построены новые стойла для крупного рогатого скота и лошадей. осенняя ярмарка была заменена на весеннюю в 1925 году, и превратилась в выставку домашнего скота.
Лашуте не всегда проводил эту выставку. С 1825 по 1826 год жители графства Йорк собрались в тогдашнем оживленном деловом центре Сент-Эндрюс и основали Сельскохозяйственное общество графства Йорк, позднее преобразованное в Сельскохозяйственное общество Дё-Монтань и, наконец, Сельскохозяйственное общество Аржантей. Сегодня ярмарка Expo Lachute продолжает развиваться; ежегодная сельскохозяйственная ярмарка проводится в июле, а осеннее дерби — в сентябре. Ярмарочные площади также используются для нескольких других местных мероприятий в течение года.